# Губеровское сельское поселение
Губеровское се́льское поселе́ние — сельское поселение в Пожарском районе Приморского края.
Административный центр — село Новостройка.

## История
Статус и границы сельского поселения установлены Законом Приморского края от 7 декабря 2004 года № 191-КЗ «О Пожарском муниципальном районе»

## Население
| 2005  | 2010  | 2011  | 2012  | 2013  | 2014  | 2015  |
| ----- | ----- | ----- | ----- | ----- | ----- | ----- |
| 2430  | ↘2158 | ↘2145 | ↘2089 | ↘2060 | ↘1998 | ↘1967 |
| 2016  | 2017  | 2018  | 2019  | 2020  | 2021  |       |
| ↘1947 | ↘1845 | ↘1817 | ↘1742 | ↘1672 | ↘1529 |       |

## Состав сельского поселения
В состав сельского поселения входят 4 населённых пункта:
| № | Населённый пункт | Тип населённого пункта       | Население |
| - | ---------------- | ---------------------------- | --------- |
| 1 | Губерово         | село                         | ↘631      |
| 2 | Знаменка         | село                         | ↘177      |
| 3 | Каменушка        | село                         | ↘0        |
| 4 | Новостройка      | село, административный центр | ↘1056     |

## Местное самоуправление
Администрация
Адрес: 692010, с. Новостройка, ул. Заводская, 12. Телефон: 8 (42357) 31-1-16, 8 (42357) 31-1-95 - факс
Глава администрации
- Гнатко Николай Михайлович